# 1942-es finn labdarúgó-bajnokság (első osztály)
Az 1942-es finn labdarúgó-bajnokság (Mestaruussarja) a finn  labdarúgó-bajnokság legmagasabb osztályának tizenharmadik alkalommal megrendezett bajnoki éve volt. Bajnoki pontvadászat helyett azonban kuparendszer szerinti volt a lebonyolítás, melyet a HT Helsinki csapata nyerte.

## Elődöntők
| M | Csapat 1      | Eredmény | Csapat 2     |
| - | ------------- | -------- | ------------ |
| 1 | VPS Vaasa     | 1–4      | HT Helsinki  |
| 2 | Sudet Viipuri | jn.      | HJK Helsinki |

- jn=játék nélkül

## Döntő
| M | Csapat 1    | Eredmény | Csapat 2      |
| - | ----------- | -------- | ------------- |
| 1 | HT Helsinki | 6–4      | Sudet Viipuri |

## Külső hivatkozások
- Hivatalos honlap (finnül)
- Finnország – Az első osztály tabelláinak listája az RSSSF-en (angolul)